# Jimena Florit
Jimena Florit Juarez (Vicente López (partido), 18 de maio de 1972) é uma ciclista argentina que competiu no ciclismo nos Jogos Olímpicos de Verão de 2000 e 2004.